# Bouquet garni

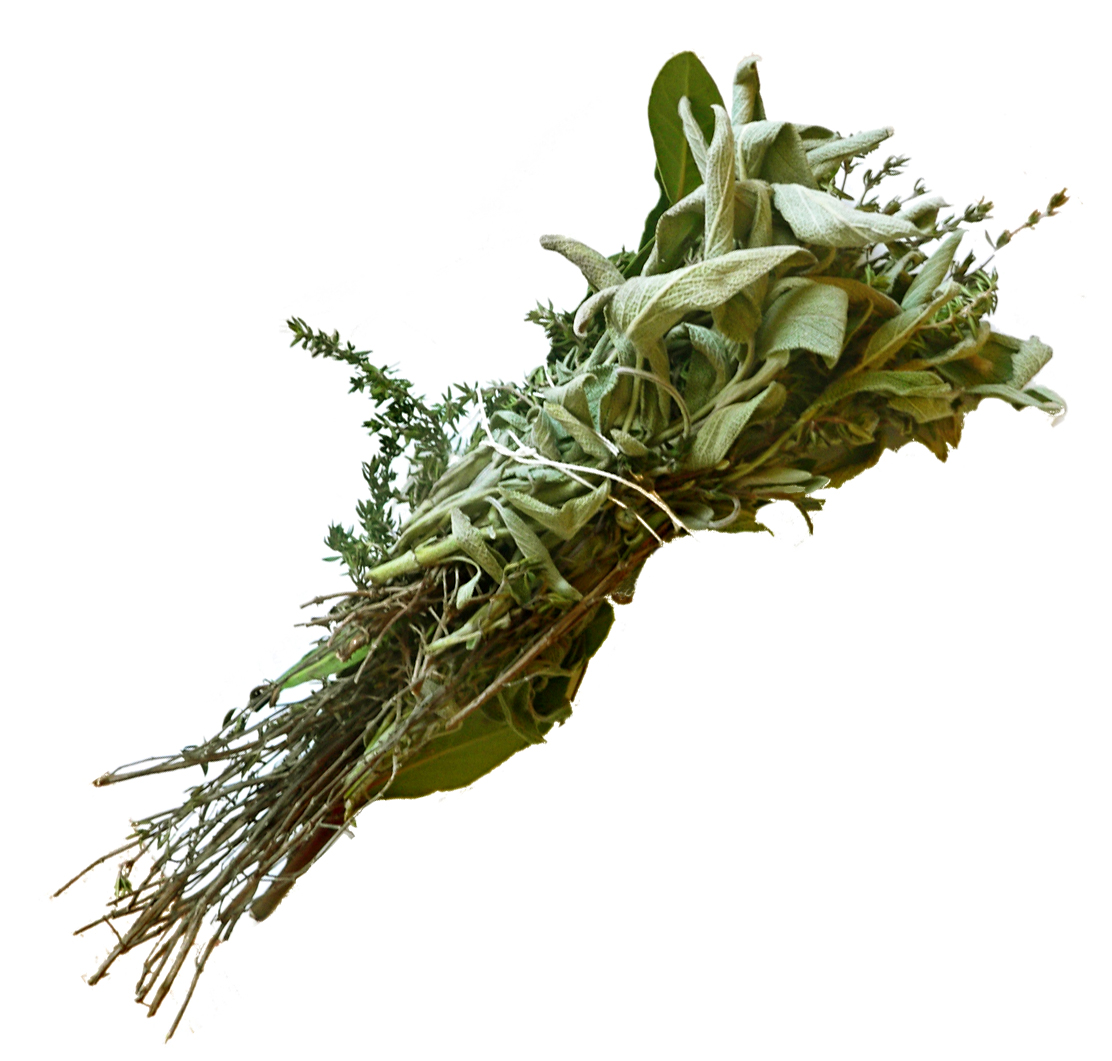
Bouquet garni
I detta fall sammansatt av kryddtimjan, lagerblad och kryddsalvia

Bouquet garni är en örtblandning som används som smaksättning vid matlagning. Den kan dock även innefatta grönsaker.
Historiskt sett knyts örterna ihop likt en blombukett, men eftersom den mest används som krydda och inte garnering så kan den numera även vara i form av en boll.
Det används ofta i grytor, buljonger, fonder och liknande.
Sammansättningen kan varieras på ett otal sätt för att passa till den maträtt, som skall smaksättas. En vanlig kombination är lagerblad, timjan, persilja och rosmarin.